# Liste de scouts
 (novembre 2009).
Si vous disposez d'ouvrages ou d'articles de référence ou si vous connaissez des sites web de qualité traitant du thème abordé ici, merci de compléter l'article en donnant les références utiles à sa vérifiabilité et en les liant à la section « Notes et références ».
De nombreuses personnalités ont été scoutes dans leur jeunesse. Cette page tend à faire une liste de personnalités ayant été, à un moment ou un autre de leur vie, scoutes, guides ou éclaireurs.

## Afrique

### Afrique du Sud
- Nelson Mandela, président de la République d'Afrique du Sud de 1994 à 1999, chef du scoutisme sud-africain[1]

### Burundi
- Jean-Baptiste Bagaza, homme politique
- Pierre Buyoya, homme politique
- Melchior Ndadaye, homme politique
- Louis Rwagasore, homme politique, héros de l'indépendance

### Madagascar
- Georges Andriamanantena, journaliste, écrivain, poète
- Albert Rakoto Ratsimamanga, scientifique, diplomate, un des premiers scout Tily eto Madagasikara

### Sénégal
- Marie-Louise Correa, médecin, ancienne présidente du Comité mondial de scoutisme, plusieurs fois ministre
- Marie Joséphine Diallo, secrétaire généralde l'Assemblée nationale du Sénégal
- Benoît Sambou, Ministre de la Jeunesse,
- Alphonse Sène, Éducateur Premier Commissaire National Scouts du Sénégal
- Abdourahmane Sow, homme politique, ancien ministre, ancien député

## Asie

### Japon
- Ryūtarō Hashimoto, premier ministre de 1996 à 1998
- Makoto Raiku, dessinateur de mangas

### Thaïlande
- Rama IX, roi de Thaïlande, chef du scoutisme thaïlandais et récipiendaire du loup de bronze[2]

### Bangladesh
- Muhammad Yunus, économiste

## Europe

### Belgique
- Albert II de Belgique, roi des Belges de 1993 à 2013
- Baudouin Ier de Belgique, roi de 1951 à 1993
- Bédu, auteur belge de bandes dessinées
- Jacques Brel, chanteur[3]
- Hergé, auteur belge de bandes dessinées, auteur des aventures de Tintin
- Jacques Mercier
- Plastic Bertrand, chanteur
- Benoît Poelvoorde, acteur (Ouistiti Toboggan)

### Danemark
- Ingrid de Suède, princesse (1910-2000)
- Margrethe II, reine de Danemark

### France
- Abbé Pierre, fondateur du Mouvement Emmaüs[4],[5]
- Gérard d'Aboville, navigateur[6],[5]
- Georges Arvanitas, pianiste[7]
- Ariane Ascaride, actrice[8]
- Raymond Aubrac, résistant[9]
- Pierre-Christophe Baguet, personnalité politique[4]
- Édouard Balladur, personnalité politique[6],[5]
- Michel Barnier, personnalité politique[10]
- Roland Barthes, philosophe[11]
- Madeleine Beley, responsable nationale de la FFE[12]
- Pierre Bellemare, chroniqueur télé[6]
- Bénabar, chanteur[4],[6]
- Jean Benquet, acteur
- Reysa Bernson, astronome[13].
- Hellyette Bess, anarchiste et autonome, membre d'Action directe[14].
- Bernard Blier, acteur[15]
- Louis-Lucien Boislaville, chanteur et figure de la culture martiniquaise [16].
- Manon Bril, historienne et vidéaste web[17],[18]
- Marcel Callo, résistant, mort en déportation.
- Jean-Jacques Birgé, artiste[19].
- Jean-Marie Bockel, homme politique[20]
- Grégoire Boissenot, chanteur[21]
- Vincent Bolloré, homme d'affaires[6],[22]
- Jérôme Bonaldi, chroniqueur Télé[6],[22]
- Jean-Louis Borloo, personnalité politique[6]
- Yann Bouëssel du Bourg, personnalité politique breton
- Elsa Bouneau, militante associative et directrice de la Fondation du Protestantisme[23].
- Martin Bouygues, homme d'affaires[6]
- Georges Brassens, chanteur[24]
- Antoinette Butte, fondatrice de la Communauté de Pomeyrol[25],
- Marcel Callo, déporté[5]
- Calogero, chanteur[26]
- Michel Cardoze, journaliste[9]
- Suzanne Carr, militante des oeuvres sociales protestantes[27]
- Henri Cartier-Bresson, photographe[28]
- Marie-France Casalis, militante associative sociale française[29]
- Henri de Castries, président d'Axa[6],[26]
- Antoine de Caunes, comédien, réalisateur[4],[6]
- Adrienne Charmet, ex-présidente de Wikimedia et militante des libertés numériques[30]
- Claire Chazal, présentatrice télé[22]
- Marie-Thérèse Cheroutre, Commissaire générale des Guides de France,
- Floriane Chinsky, femme rabbin
- Jacques Chirac, personnalité politique[4],[6]
- Jean Clair, académicien[31]
- Nicole Clarence, résistante et journaliste[32]
- Julien Clerc, chanteur[6]
- Marianne Cornevin, historienne[33]
- Charlélie Couture, artiste[4],[6],[9]
- Rosine Crémieux, résistante et psychanalyste[34]
- Michel Debré, personnalité politique[5]
- Madeleine Delbrêl, vénérable de l'Eglise catholique[35]
- Michel Delebarre, personnalité politique[5]
- Fernand Deligny, pédagogue de l'éducation spécialisée[36]
- Janine Despinette, critique de littérature jeunesse[37]
- Paul Doncœur, prêtre
- Esther Duflo, économiste, prix Nobel[38]
- Jean Dujardin, comédien[4],[6]
- Yves Duteil, chanteur[6]
- Francine Dumas, militante féministe protestante[39]
- Jean-Louis Dumas, homme d'affaires
- Nicole Eizner, sociologue[40]
- Henri Emmanuelli, personnalité politique[5]
- Robert Fabre, personnalité politique[9]
- François Fillon, personnalité politique[41]
- Jacqueline Fleury, résistante[42]
- Pierre François, personnalité du scoutisme
- Jean-Pierre Foucault, présentateur Télé[5],[22]
- Élisabeth Fuchs, responsable d'une UCJF et pionnière du scoutisme féminin[43]
- Michel Galabru, comédien[44]
- Marc Gentilini, président de la Croix-Rouge française de 1997 à 2003[5]
- Alice Gillig, résistante[45],
- Bernard Giraudeau, comédien[22]
- Valéry Giscard d'Estaing, personnalité politique[4],[6]
- Jean Glavany, personnalité politique[9]
- Jean-Jacques Goldman, chanteur[11],[6],[9]
- Bruno Gollnisch, personnalité politique[5]
- Richard Gotainer, chanteur[6]
- Jean-Paul Goude, réalisateur[5]
- Roland Habersetzer, expert dans les arts martiaux japonais et écrivain[46]
- Hubert Haenel, personnalité politique[47]
- Adélaïde Hautval, psychiatre et Juste parmi les Nations[48]
- Charles Hernu, personnalité politique[5]
- Monique Hervo, militante du mal-logement et écrivaine[49]
- Isabelle Huppert, comédienne[6],[22]
- Simone Iff, présidente du Mouvement français pour le planning familial[50]
- Louis Joinet, magistrat[51]
- Lionel Jospin, personnalité politique[4],[6]
- Pierre Joxe, personnalité politique[4],[6]
- Denise Joussot, Juste parmi les Nations[52]
- Gérard Jugnot, comédien[26],[5]
- Axel Kahn, généticien français[53]
- Olivier de Kersauson, navigateur[5]
- Théo Klein, Résistant, avocat[54]
- Liliane Klein-Lieber, Résistante, militante associative[55]
- Thérèse Klipffel, pasteure et présidente du Conseil synodal de l'Eglise protestante réformée d'Alsace et de Lorraine[56]
- Agnès de La Barre de Nanteuil, résistante[57]
- Guy de Larigaudie, écrivain
- André Lefèvre dit « Vieux Castor » grande figure du scoutisme laïque[58]
- Germaine Le Guillant, figure des CEMEA et Juste[59]
- William Lemit, compositeur et musicologue[60]
- François Léotard, personnalité politique[6]
- Philippe Léotard, acteur[4]
- Michel Leplay, pasteur[61]
- Pierre Lescure, journaliste[62].
- Marthe Levasseur, militante de l'éducation populaire (MJC, EDF, CEMÉA)[63]
- Madeleine Lévy, résistante, petite-fille d'Alfred Dreyfus[64]
- Henri Lhote, explorateur et préhistorien[65]
- Marie-Noëlle Lienemann, personnalité politique[66]
- Marceline Loridan-Ivens, cinéaste et écrivaine[67]
- Isaure Luzet, résistante et Juste parmi les Nations[68]
- Hubert Lyautey, maréchal de France
- Alain Madelin, personnalité politique[69]
- Jacques Maillot, fondateur de Nouvelles Frontières[6]
- Xavier Malle, évêque de Gap et d’Embrun
- Jacques Martin, présentateur télé[6]
- Marie Médard, résistante et bibliothécaire[70]
- Bruno Mégret, personnalité politique[5]
- Léonore Moncond'huy, femme politique[71]
- Violette Mouchon, cofondatrice de la FFE et de la Cimade
- Georges Moustaki, chanteur
- Bruno Masure, présentateur télé[6]
- Michel Menu, commissaire national scout, formateur, et créateur des Goums.
- Emmanuelle Mignon, haut fonctionnaire[6]
- François Nourissier, comédien[4]
- Tom Novembre, comédien[6]
- Charles Pasqua, personnalité politique[6]
- Frédéric Péchenard, chef de la police judiciaire parisienne[6]
- Monique Pelletier, personnalité politique[26],[5]
- René Pétillon, dessinateur, caricaturiste[72]
- Loïck Peyron, navigateur[6]
- Albert Plécy, journaliste[73]
- Edwy Plenel, journaliste[74]
- Bertrand Poirot-Delpech, journaliste[11]
- Michel Poniatowski, personnalité politique[5]
- Anise Postel-Vinay, résistante[75]
- Geneviève Poujol, sociologue[76]
- Danièle Poupardin, médecin et militante de la gauche radicale[77]
- Claude Rich, comédien[4],[6]
- Dominique Riehl, Psychologue et directrice d'établissement d'éducation surveillée[78].
- Élisabeth Risler-François, Juste parmi les nations[79]
- Geneviève Robida, inspectrice d'académie[80]
- Michel Rocard, personnalité politique[4],[6]
- Noëlla Rouget, résistante et déportée[81]
- Jean Rupp, archevêque de Monaco
- Renée Sainte-Claire Deville, pionnière du scoutisme féminin et commissaire de la FFE[82]
- Camille Savary, militante associative protestante[83].
- Valentine Schlegel, artiste céramiste et sculptrice[84]
- Philippe Séguin, personnalité politique[6],[22]
- Michel Serres, Philosophe et historien[85]
- Jacques Sevin, prêtre jésuite
- Georgette Siegrist, secrétaire générale de la Cimade[86]
- Shatta Simon, résistante, directrice de la Maison d'enfants de Moissac[87]
- Anne Sinclair, présentatrice de télévision[22]
- Jane Sivadon, figure du travail social et résistante[88]
- Alain Souchon, chanteur[6],[22]
- Bernard Stasi, personnalité politique[5]
- Alan Stivell, musicien et chanteur breton
- Audrey Tautou, comédienne[4],[6]
- Norman Thavaud, humoriste[89]
- Patricia Tourancheau, journaliste[90]
- Charles Trenet, chanteur
- Simone Troisgros, figure du syndicalisme chrétien[91]
- Tomi Ungerer, dessinateur[92]
- Agnès Varda, cinéaste[93]
- Jean Védrine, personnalité politique
- Simone Veil, personnalité politique[6],[9]
- Denise Vernay, résistante, sœur de Simone Veil[94]
- Hélène Viannay, résistante et cofondatrice des Glénans
- Paul-Émile Victor, fondateur des Expéditions Polaires Françaises[95]
- Alain Vivien, personnalité politique[9]
- Vianney, chanteur[96]
- Andrée Viénot, sous-secrétaire d'État à la jeunesse et aux sports[97]
- Anne Wahl, résistante et Juste parmi les Nations[98]
- Marguerite Walther, une des fondatrices du scoutisme féminin[99]
- Annette Wieviorka, historienne, spécialiste de la Shoah[100]
- Kofi Yamgnane, personnalité politique[101]

### Grèce
- Antónis Benákis, collectionneur d'art
- Constantin II de Grèce, roi des Hellènes
- Paul Ier de Grèce, roi des Hellènes

### Hongrie
- Ferenc Mádl, président de 2000 à 2005
- Pál Teleki, premier ministre de 1920 à 1921 puis de 1939 à 1941

### Luxembourg
- Jean Ier de Luxembourg, grand duc de 1964 à 2000
- Joséphine-Charlotte, princesse, grande duchesse (1964-2005)

### Monaco
- Caroline de Monaco, princesse de Monaco

### Pays-Bas
- Beatrix, reine des Pays-Bas de 1980 à 2013
- Jan Peter Balkenende, premier ministre Pays-Bas de 2002 à 2010

### Royaume-Uni
- Robert Baden-Powell, militaire, fondateur du scoutisme
- Bear Grylls, aventurier, présentateur de télévision[102]
- Cliff Richard, chanteur[103]
- Daniel Radcliffe, acteur
- David Beckham, footballeur
- David Bellamy, botaniste et écrivain britannique, militant pour la défense de l'environnement[103]
- David Bowie, chanteur, compositeur, producteur de disques et acteur
- George Michael, auteur-compositeur-interprète
- Paul McCartney, chanteur et bassiste, ex-membre des Beatles
- Richard Branson, entrepreneur, fondateur de la marque Virgin
- Keith Richards, guitariste, membre des Rolling Stones
- Syd Barrett, auteur-compositeur-interprète, ex-membre des Pink Floyd

### Suède
- Folke Bernadotte, diplomate
- Charles XVI Gustave, roi depuis 1973
- Gustave VI Adolphe, roi de 1950 à 1973

### Suisse
- Didier Burkhalter, conseiller fédéral
- Pascal Couchepin, ancien conseiller fédéral[104]
- Christophe Darbellay, président du PDC[104]
- Ruth Dreifuss, ancienne conseillère fédérale
- Dick Marty, conseiller aux États
- Hans-Rudolf Merz, conseiller fédéral
- Claude Nobs, fondateur du Montreux Jazz Festival[104]
- Adolf Ogi, ancien conseiller fédéral
- Claude Ruey, ancien président du Parti libéral suisse, conseiller national
- Benedikt Weibel, ancien président de la direction des CFF et Responsable de la sécurité de l'Euro 2008

## Amériques

### Canada
- Pierre Berton, journaliste et écrivain
- Robert Charlebois, auteur-compositeur-interprète
- Gregory Charles, auteur-compositeur-interprète
- Jean Chrétien, premier ministre du Canada (1993-2003)
- Joe Clark, premier ministre du Canada (1979-1980)
- Claude Cossette, publicitaire
- Jean-René Dufort, journaliste Radio-Canada
- Pierre Duchesne, lieutenant-gouverneur du Québec
- Louise Forestier, auteur-compositeur-interprète
- Michael J. Fox, acteur
- Marc Garneau, astronaute
- Roméo LeBlanc, gouverneur général du Canada
- Guillaume Lemay-Thivierge, acteur
- Rich Little, acteur
- Brian Mulroney, premier ministre du Canada (1984-1993)
- Marina Orsini, actrice
- Monte Solberg, ministre
- Pierre Elliott Trudeau, premier ministre du Canada (1968-1979, 1980-1984)
- Andrée Watters, Chanteuse rock

### États-Unis
- Hank Aaron, ancien joueur de baseball
- Madeleine Albright, diplomate
- Richard Dean Anderson, acteur
- Neil Armstrong, astronaute
- Candice Bergen, actrice
- Bonnie Blair, patineuse
- Jimmy Buffett, acteur et musicien
- Bill Clinton, président de 1993 à 2001
- Hillary Clinton, femme politique et première Dame de 1993 à 2001
- Walter Cronkite, journaliste
- Elizabeth Dole, femme politique
- Dakota Fanning, actrice
- Fergie, chanteuse, membre du groupe The Black Eyed Peas
- Henry Fonda, acteur
- Harrison Ford, acteur
- Steve Fossett, aventurier américain, membre du Comité mondial du scoutisme
- Bill Gates, homme d'affaires, cofondateur de Microsoft[104]
- Richard Gere, acteur et producteur[104]
- John Glenn, astronaute
- Lou Henry Hoover, première Dame de 1929 à 1933
- Michael Jordan, joueur de basket-ball
- John Fitzgerald Kennedy, président de 1961 à 1963
- Billie Jean King, ancienne joueuse de tennis
- Shari Lewis, actrice et productrice
- Norman Mineta, politicien
- Mary Tyler Moore, actrice
- Michael Moore, écrivain et réalisateur[105]
- Sandra Day O'Connor, juge à la Cour suprême des États-Unis
- Nancy Reagan, première Dame de 1981 à 1989
- Ronald Reagan, président de 1981 à 1989
- Willis Reed, joueur de basket-ball
- Debbie Reynolds, actrice
- Sally Ride, astronaute
- William Sessions, Directeur du FBI
- Steven Spielberg, réalisateur[104]
- Mark Spitz, nageur
- James Stewart, acteur
- Martha Stewart, femme d'affaires
- George Thorogood, musicien
- Barbara Walters, animatrice de télévision
- John Warner, homme politique

### Venezuela
- Adolfo Aristeguieta, écrivain et médecin

## Scouts saints
- Luigi (1880-1951) et Maria Beltrame Quattrocchi (1884-1964), bienheureux
- Jacques Sevin (1882-1951), vénérable
- Georges Vanier (1888-1927), serviteur de Dieu
- Stefan Wyszyński (1901-1981), bienheureux
- Madeleine Delbrêl (1904-1964), vénérable
- Egidio Bullesi (1905-1929), vénérable
- Jan Pietraszko (1911-1988), vénérable
- Étienne-Vincent Frelichowski (1913-1945), bienheureux
- René Dubroux (1914-1959), bienheureux
- Istvàn Kaszap (1916-1935), vénérable
- Marcel Callo (1921-1945), bienheureux
- Charles Deckers (1924-1994), bienheureux
- Christian de Chergé (1937-1996), bienheureux
- Pierre Claverie (1938-1996), bienheureux

## Fictions
- Ouin-Ouin, personnage d'Antoine de Caunes dans l'émission de télévision Nulle part ailleurs